# Txomin Aguirre
Txomin Aguirre (Ondarroa, 1864- Zumaia, 1920) fou un escriptor en llengua basca i sacerdot basc. Les seves obres més importants són la novel·la històrica Auñemendiko Lorea (La flor del Pirineus, 1898), i les costumistes Kresala (Salitre, 1906) i Garoa (Falguera, 1912). Destaca tant pel seu realisme com pel seu afany moralitzador. En el seu poble natal, Ondarroa, una ikastola duu el seu nom; i és la que s'encarrega, en la vespra de les festes ondarreses (14 agost) de donar la tanborrada.